# 1997 WR31
1997 WR31 är en asteroid i huvudbältet som upptäcktes den 29 november 1997 av LINEAR i Socorro County, New Mexico.
Asteroiden har en diameter på ungefär 3 kilometer och den tillhör asteroidgruppen Massalia.